# Herpetogramma
Herpetogramma is een geslacht van vlinders van de familie van de grasmotten (Crambidae), uit de onderfamilie van de Spilomelinae. De wetenschappelijke naam en de beschrijving van dit geslacht zijn voor het eerst gepubliceerd in 1863 door Julius Lederer. Lederer beschreef ook de eerste soort uit het geslacht, Herpetogramma servalis uit Brazilië, die als typesoort is aangeduid.

## Soorten
- H. acyptera (Hampson, 1899)
- H. aeglealis (Walker, 1859)
- H. agavealis (Walker, 1859)
- H. albicilia (Hampson, 1913)
- H. albivitta (Hampson, 1913)
- H. ambitalis (Rebel, 1924)
- H. amselalis Munroe, 1995
- H. antillalis (Schaus, 1920)
- H. aquilonalis Handfield & Handfield, 2021
- H. atrirenalis (Hampson, 1912)
- H. atropunctalis (Mabille, 1900)
- H. barbipalpalis (Hampson, 1918)
- H. basalis (Walker, 1866)
- H. bermudalis (Dyar, 1915)
- H. biconvexa Wan, Lu & Du, 2019
- H. bipunctalis (Fabricius, 1794)
- H. brachyacantha Wan, Lu & Du, 2019
- H. brunnealis (Hampson, 1913)
- H. centrostrigalis Stephens, 1834
- H. cervinicosta (Hampson, 1918)
- H. circumflexalis Guenée, 1854
- H. cleoropa (Meyrick, 1934)
- H. continualis Shaffer J. C. & Munroe, 2007
- H. coptobasalis (Hampson, 1899)
- H. cora (Dyar, 1914)
- H. couteyeni Guillermet, 2008
- H. cynaralis (Walker, 1859)
- H. debilis Seizmair, 2021
- H. debressyi Guillermet, 2008
- H. decora (Dyar, 1914)
- H. desmioides (Hampson, 1899)
- H. dilatatipes (Walker, 1866)
- H. elongalis (Warren, 1892)
- H. emphatica (Dyar, 1926)
- H. exculta (T.P. Lucas, 1892)
- H. fascinalis (Amsel, 1950)
- H. fimbrialis (Dognin, 1904)
- H. fluctuosalis (Lederer, 1863)
- H. fraxinalis Handfield & Handfield, 2021
- H. fuscescens (Warren, 1892)
- H. gnamptoceralis (Hampson, 1917)
- H. grisealis (Snellen, 1875)
- H. griseolineata (Mabille, 1900)
- H. hipponalis (Walker, 1859)
- H. hirsuta (Dognin, 1903)
- H. holophaea (Hampson, 1899)
- H. hoozana (Strand, 1918)
- H. infuscalis (Guenée, 1854)
- H. innotalis (Hampson, 1899)
- H. juba Shaffer J. C. & Munroe, 2007
- H. junctalis (Dyar, 1910)
- H. latifuscalis (Hampson, 1899)
- H. licarsisalis (Walker, 1859)
- H. lienpingialis (Caradja, 1925)
- H. longispina Wan, Lu & Du, 2019
- H. luctuosalis (Guenée, 1854)
- H. lulalis (Strand, 1918)
- H. magna (Butler, 1879)
- H. maledicta (Warren, 1892)
- H. mellealis (Swinhoe, 1890)
- H. mimeticalis (E. Hering, 1901)
- H. moderatalis Christoph, 1881
- H. mutualis (Zeller, 1852)
- H. nigricornalis (Swinhoe, 1894)
- H. nymphalis Handfield & Handfield, 2021
- H. obscurior Munroe, 1963
- H. ochrimaculalis (South, 1901)
- H. ochrotinctalis Inoue, 1982
- H. okamotoi Yamanaka, 1976
- H. olivescens (Warren, 1892)
- H. omphalobasis (Hampson, 1899)
- H. ottonalis (Semper, 1899)
- H. pachycera (Hampson, 1899)
- H. pacificalis (Hampson, 1912)
- H. pertextalis (Lederer, 1863)
- H. phaeopteralis (Guenée, 1854)
- H. phthorosticta (Meyrick, 1929)
- H. piasusalis (Walker, 1859)
- H. platycapna (Meyrick, 1897)
- H. pseudomagna Yamanaka, 1976
- H. retrorsalis (Hampson, 1918)
- H. rudis (Warren, 1892)
- H. rufescentalis (Hampson, 1896)
- H. salbialis (Hampson, 1899)
- H. schausi Munroe, 1995
- H. semilaniata (Hampson, 1895)
- H. servalis Lederer, 1863
- H. sphingealis Handfield & Handfield, 2011
- H. straminealis (Dognin, 1905)
- H. stramineata (Hampson, 1912)
- H. stultalis (Walker, 1859)
- H. subalbescens (Swinhoe, 1894)
- H. submarginalis (Swinhoe, 1901)
- H. subnitens (Schaus, 1920)
- H. tenella (Hampson, 1897)
- H. theseusalis (Walker, 1859)
- H. thestealis (Walker, 1859)
- H. tominagai Yamanaka, 2003
- H. vacheri Guillermet, 2008
- H. verminalis (Guenée, 1854)
- H. yaeyamense Yamanaka, 2003
- H. zophosticta (Turner, 1915)